# Gang de détenus
Un gang de détenus ou gang de prison désigne tout type d'activité de bandes criminelles (gangs) dans les prisons et les établissements correctionnels.

## Liste de gangs de détenus notables
- Nuestra Familia, Mexican Mafia, Texas Syndicate (en), United Blood Nation, People Nation, Folk Nation, Nazi Lowriders, Aryan Brotherhood, Black Guerrilla Family aux États-Unis ;
- The Numbers Gang (en) en Afrique du Sud ;
- Premier commando de la capitale au Brésil ;
- Lynx gang (en) en Angleterre ;
- Brödraskapet (en) en Suède.

## Postérité
- Your Honor (série télévisée) ;
- Oz (série télévisée) ;
- Les Princes de la ville (film) ;
- Sans rémission (film) ;
- American History X (film) ;
- Felon (film) ;
- L'Exécuteur (film).